# Петрешть (Димбовіца)
Петрешть, Петрешті (рум. Petrești) — село у повіті Димбовіца в Румунії. Входить до складу комуни Петрешть.
Село розташоване на відстані 64 км на захід від Бухареста, 32 км на південь від Тирговіште, 126 км на схід від Крайови, 114 км на південь від Брашова.

## Населення
За даними перепису населення 2002 року у селі проживали 1145 осіб, з них 1144 особи (99,9%) румунів. Рідною мовою 1144 особи (99,9%) назвали румунську.